# NGC 6002
NGC 6002 is een ster in het sterrenbeeld Noorderkroon. Het hemelobject werd op 20 april 1873 ontdekt door de Ierse astronoom Lawrence Parsons.